# 한스 (겨울왕국)
서던아일랜드의 한스 왕자(Prince Hans of the Southern Isles), 한스 웨스터가드(Hans Westergaard)는 월트 디즈니 애니메이션 스튜디오의 53번째 애니메이션 영화 겨울왕국의 가공 인물이다. 한스의 목소리는 이 영화에서 산티노 폰태나가 맡았다.
한스는 서던아일랜드의 13번째 왕자이다. 왕국의 왕좌를 상속받을 수 없을 것으로 알고 그는 결혼을 통해 다른 국가의 왕좌를 빼앗을 음모를 생각해 낸다. 그는 영화 대부분에서 정직하고 고귀한 것으로 묘사되고 있으나 나중에는 기만적이고 계산적이고 본연적으로 잔인한 것으로 드러났다.

## 반응
이 영화가 대체적으로 좋은 평가를 받았으나 비평가들은 한스의 이중성의 표출에 대해 평가가 나뉘었다. 아틀란틱의 Gina Dalfonzo는 어린이들이 자신의 삶에서 신뢰할 수 있는 것처럼 보이는 사람이 모두 신뢰할 수 있는 것이 아니라는 것을 필연적으로 배우게 되지만 겨울왕국의 큰 전환은 해당 교훈을 가르치는데 불필요하게 불편하게 만드는 일이라고 언급하면서 나이의 적절성에 의문을 제기하였다.